# Johann Peter Dauber
Johann Peter Dauber (* 1598 in Marburg; † 11. Mai 1650 in Kassel) war ein Rektor der Universität Kassel.

## Leben
Johann Peter Dauber wuchs zusammen mit seinem Bruder Johann Heinrich als Sohn des Heinrich Dauber († 1628, Professor) und dessen Gemahlin Gertrud Nigidius (Tochter des Petrus Nigidius und der Anna Donaldson) auf. An der Universität Marburg studierte er Rechtswissenschaften, Geschichte und Kunst.
Er war über drei Jahre als Lehrmeister des Landgrafen Moritz von Hessen-Kassel tätig und verfasste für ihn mehrere lateinische Trauergedichte. Dabei verfügte er über so große Fähigkeiten, dass er als kaiserlich gekrönter Poet in Prag tätig wurde.
Der spätere Medizinprofessor Philipp Matthäus erhielt von ihm Unterricht in Philosophie und Rhetorik.
Von 1632 an war er Professor für Literatur und Geschichte an der Universität Kassel. Hier wurde er 1636 Rektor und 1642 Prorektor.
Auf den hessischen Landtagen 1635 und 1646 war Dauber Deputierter der Universität Kassel.

## Werke
- de Romano Imperio : Libri Tres Priores ; Exhibentes aboriginum, Albanorum et Romanorum regum historias, versu heroico explicatas, Verlag Gentsch (Kassel), 1637
- Austriacae Gentis Origo sive Invictissimi, Potentissimi Gloriosissimique Romanorum Imperatoris Semper Augusti Leopoldi Regis Hungariae, Bohemiae, Dalmatiae, Croatiae, Sclavoniae &c. Archiducis.., Schadewitz (Kassel), 1658
- Mausolei Mauritiani Pars Altera : Qva Illustrißimi & Potentißimi Principis ac Domini, Dn. Mauritii, Hassiæ Landgravii … Vitam, Virtutes, Obitum, Novæ Hassorum Academiæ Cassellanæ Professores …